# M/S Explorer of the Seas
M/S Explorer of the Seas er et Voyager-klasse krydstogtskib ejet og drevet af Royal Caribbean International og bygget i 2000 i Åbo i Finland. Hun har plads til flere end 3000 passagerer inklusive forskere fra University of Miami, der arbejder med Jordens atmosfære og oceanografi i et laboratorium etableret på skibet. Skibet forventes ombygget i 2015, hvor hun udstyres med elementer i stil med rederiets nyeste skibe.

## Ruter
Fra 2012 sejlede Explorer of the Seas krydstogter fra New Jersey til Bahamas, Bermuda, det østlige Caribien og New England. Fra efteråret 2014 forventes hun at sejle 5-9-dages krydstogter i Caribien fra Port Canaveral i Florida.

## Sygdom
Den 24. januar 2014 rapporteredes det, at 281 passagerer og 22 besætningsmedlemmer var blevet syge med maveonde. Den 27. januar oplyste tv-kanalen NBC News, at mindst 564 passager og 47 besætningsmedlemmer havde oplevet symptomer på novovirus. Som følge af sygdomsudbruddet afsluttede skibet sin rejse to dage før tidsplanen.

## Galleri
- Skibets gågade
- Explorer of the Seas set bagfra